# Lambrechtsen
Lambrechtsen (ook: Lambrechtsen van Ritthem) is een uit Oost-Vlaanderen afkomstig geslacht.

## Geschiedenis
De stamreeks begint met Simon Lambrechtsen die te Petegem woonde. Zijn zoon Joos Lambrechtsen (1597-1669) werd in 1616 poorter van Zierikzee en werd er winkelier en kaarsenmaker. Een kleinzoon van de laatste, Nicolaas Lambrechtsen (1674-1707), werd de eerste bestuurder van de stad Vlissingen uit het geslacht. Ook in latere generaties kwamen Zeeuwse bestuurders voor. In 1764 kocht een telg de heerlijkheid Ritthem; deze is tot nu toe in het geslacht gebleven, ook al zijn er geen bestuurlijke rechten meer aan verbonden. Vanaf de 18e eeuw verbonden telgen zich met andere patriaats- en adelsgeslachten uit Zeeland.
In 1816 werd Thomas Adriaan Lambrechtsen van Ritthem (1861-1925) foutief ingeschreven met de dubbele geslachtsnaam waarna diens nageslacht die naam draagt.
Het geslacht werd in 1923 en 1983 opgenomen in het genealogische naslagwerk Nederland's Patriciaat.

## Enkele telgen
Nicolaas Lambrechtsen (1674-1707), schepen en raad van Vlissingen
- Mr. Anthoni Pieter Lambrechtsen, heer (door koop 1764) van Ritthem (1727-1792), baljuw, raad en burgemeester van Vlissingen
  - Catharina Rutteria Lambrechtsen, vrouwe van Ritthem (1761-1814)
- Nicolaas Lambrechtsen (1716-1780), raad en schepen van Vlissingen
  - Mr. Nicolaas Cornelis Lambrechtsen, heer (1815) van Ritthem (1752-1823), pensionaris van Vlissingen, gedeputeerde ter Staten van Zeeland en ter Staten-Generaal
    - Mr. Wilhem Nicolaas Lambrechtsen, heer van Ritthem (1791-1856), rechter te Middelburg, raadsheer Hof van Zeeland
      - Mr. Nicolaas Cornelis Lambrechtsen, heer van Ritthem (1824-1895), lid gemeenteraad en wethouder van Middelburg
        - Ir. Constant Lodewijk Marius Lambrechtsen, heer van Ritthem (1854-1930), directeur Publieke Werken van Amsterdam en ingenieur bij de Prvincialw Waterstaat van Zeeland
          - Ir,  Nicolaas Cornelis Lambrechtsen (1882-1918), ingenieur bij Rijkswaterstaat
          - Ir. Constant Lodewijk Marius Lambrechtsen, heer van Ritthem (1909-1994), ingenieur

        - Ernestine Wilhelmina Lambrechtsen (1859-1927); trouwde in 1880 met Constantijn Assuerus Sprenger (1852-1915), burgemeester van Kloetinge
        - Thomas Adriaan Lambrechtsen van Ritthem (1861-1925), ontvanger directe belastingen, invoerrechten en accijnzen
          - Suzanna Constantia Lambrechtsen van Ritthem (1902-1966); trouwde in 1922 met prof. ir. Jan Jacob Iman Sprenger (1890-1976), hoogleraar Technische Hogeschool Bandoeng, directeur drooglaboratorium Centraal Instituut voor Landbouwkundig Onderzoek te Wageningen

      - Mr. Thomas Adriaan Lambrechtsen (1825-1879), burgemeester van Ritthem, lid van Provinciale en Gedeputeerde Staten van Zeeland